# Panchax prstencový
Panchax prstencový (Epiplatys annulatus, někdy též známý jako halančík prstencový), je drobná sladkovodní paprskoploutvá ryba z čeledi Aplocheiloidei. Původně pochází ze západní Afriky, z povodí řeky Moa v Sierra Leone. Je to méně častá krátkověká akvarijní ryba zdržující se převážně u hladiny, kde číhá na hmyz.